# 6691 Trussoni
6691 Trussoni è un asteroide della fascia principale. Scoperto nel 1984, presenta un'orbita caratterizzata da un semiasse maggiore pari a 2,5746788 UA e da un'eccentricità di 0,2471900, inclinata di 3,91510° rispetto all'eclittica.
L'asteroide è dedicato all'astrofisico italiano Edoardo Trussoni, direttore dell'osservatorio astronomico di Torino dal 2002 al 2005.